# Seen It All
"Seen It All" é uma canção gravada pelo cantor e compositor inglês Jake Bugg, lançada como o sexto single de seu álbum de estreia, o epônimo Jake Bugg. A canção foi realizada para download digital no Reino Unido em 25 de fevereiro de 2013. A canção foi escrita por Bugg, Iain Archer e produzida por Mike Crossey.

## Alinhamento de faixas
| Download digital |               |         |  |
| N.º              | Título        | Duração |  |
| 1.               | "Seen It All" | 2:51    |  |

## Posições nas paradas musicais
| País – Parada musical (2012)   | Melhor posição |
| ------------------------------ | -------------- |
| Bélgica - Ultratop (Flandres)  | 5              |
| Bélgica - Ultratop (Valônia)   | 21             |
| Reino Unido - UK Singles Chart | 61             |

## Histórico de lançamento
| País        | Data                    | Gravadora | Formato          |
| ----------- | ----------------------- | --------- | ---------------- |
| Reino Unido | 25 de fevereiro de 2013 | Mercury   | Download digital |